# 奥吉野方言
奥吉野方言（おくよしのほうげん）は、奈良県南部の十津川村、上北山村、下北山村、天川村、五條市旧大塔村地区で話される日本語の方言。特異な方言を用いる言語島として有名である。

## 概要・区画

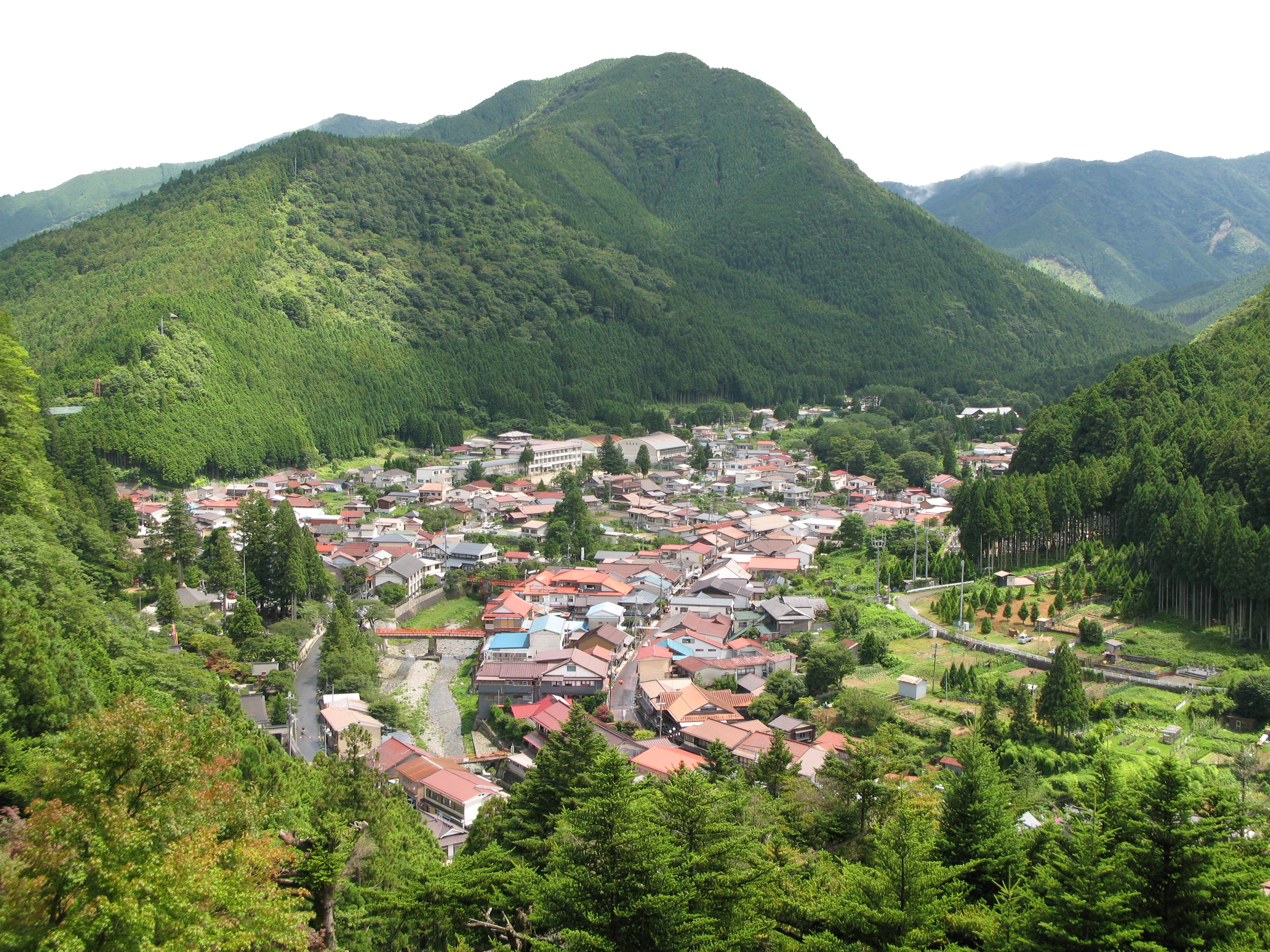
言語島として知られる天川村洞川。

奈良県の面積は狭いが、北中部と南部（奥吉野）とで方言に大きな違いがあり、天辻峠・小南峠・伯母峰峠を境に北部方言（奈良弁）と南部方言（奥吉野方言）に大きく二分される。奥吉野は紀伊山地によって周囲との交通が隔絶されてきた地域であり、近畿地方にあって東京式アクセントを用いるなど、特殊な方言が育まれた。ただし現在では、マスコミの影響に加えて、ダム建設による住民移転や交通事情の改善、過疎化などから、方言は急速に変化している。
|                      | 北中部 （奈良弁） | 南部 （奥吉野方言） |
| -------------------- | ----------------- | ------------------- |
| アクセント           | 京阪式            | 東京式              |
| 連母音の融合         | 稀                | あり                |
| 1拍語の長音化        | あり              | なし                |
| 断定                 | や                | じゃ、だ            |
| 過去推量             | 降ったやろ        | 降っつろお          |
| 進行相と結果相の区別 | なし              | あり                |
| 待遇表現             | 複雑              | 助詞待遇のみ        |

南部方言の中では十津川村と上・下北山村と大塔村・天川村で違いがある。なお野迫川村は北部方言に分類されるが、補助動詞待遇を持たないなど南部的な要素もあり、南部方言に含める説もある。以下は西宮一民による区画である。
- 南部方言（奥吉野方言）
  - 十津川方言 - 吉野郡十津川村
  - 北山方言
    - 上北山方言 - 吉野郡上北山村
    - 下北山方言 - 吉野郡下北山村

  - 大塔・天川方言
    - 大塔天川方言 - 五條市旧大塔村・吉野郡天川村
    - 洞川方言 - 吉野郡天川村洞川

## 音声
奥吉野方言のアクセントは内輪東京式アクセントである（名古屋弁・丹後弁・岡山弁などと同種のアクセントであり、東京のものとはやや異なる）。ただ、地域による違いがあり、例えば同じ無核型でも「かぜが」「かぜが」「かぜが」（風が）と異なり、上北山村・下北山村では「かぜが」のような初拍卓立調が現れる。京阪式アクセント地帯と接触する地域のうち、天川村（洞川を除く）から旧大塔村阪本にかけては東京式・京阪式の中間的なアクセントで、天川村坪内・和田・塩野・旧大塔村阪本の間では集落ごとにアクセントに揺れがある。それより山奥の天川村洞川は東京式アクセントだが、同じく東京式の十津川村や上北山村からは離れており、地理的に孤立している。下北山村池原は、地理的に孤立して三重県紀北町と同種のアクセントである。
近畿方言では一般に「エイ→エー」（例：丁寧→てえねえ）以外の連母音変化は稀であるが、奥吉野では「アイ→アー」（例：大根→だあこ、早い→はやあ、行きたい→いきたあ）と「ウイ→イー」（例：明るい→あかりい）の連母音変化が起こる。また、奥吉野では近畿方言の特徴である「目→めえ」のような1拍語の長音化が起こらず、「行こーか→いこか」や「おもーた→おもた（思った）」のような短音化も起こらない。
奈良県全域にかけて「座布団→だぶとん」「雑巾→どおきん」のようなザ行音→ダ行音の交替が多いが、特に天川村洞川では徹底的である。また「…けど→…けろ」のようなザ・ダ行音とラ行音の混同が稀にある。
古音の残存としては、四つ仮名の区別があるほか、奈良県全域に合拗音クヮ・グヮ、奥吉野の一部に語中・語尾のダ行鼻濁音（十津川村では [d̃]、下北山村では [nd]）があるが、クヮ・グヮは急速に消滅しつつある。
その他特殊なものとしては、天川村洞川における「貸して→かいせ」「消しとけ→けいそけ」「明日→あいさ」「人→ひそ／いそ」のようなタ行音とサ行音の交替がある。

## 文法

### 活用など
動詞
「ゆうて（言って）」「こおた（買った）」のようなア・ワ行ウ音便が起こるほか、奥吉野の各地に特殊な音便が存在する。十津川村・下北山村には「かあて（書いて）」「なあて（泣いて）」のような音便がある。天川村洞川には「とんだ（研いだ）」「つんだ（注いだ）」のようなガ行撥音便があり、天川村坪内にはその前段階とみられる「といんだ」がある。十津川村・旧大塔村・下北山村には「のおで／のおんで／のおんで（飲んで）」のようなバ・マ行ウ音便がある。またサ行イ音便は、天川村洞川では徹底して音便化する。
奥吉野では「見らん（見ん）」「見れ（見よ）」「見ろお（見よう）」のような一段動詞の五段活用化が進んでいる。一方で十津川村では「起くる」「笑わるる（受身）」「見さする（使役）」「飛ばるる（可能）」のような二段活用の残存がある。
形容詞
全県で「あこおなる（赤くなる）」「よおない（良くない）」のようなウ音便がある。天川村洞川では「良い」の語幹がすべて「え」となり、「えかった（良かった）」「えけりゃ（良ければ）」「えかろお（良かろう）」などと活用する。

### 主な表現
断定
「じゃ」または「だ」を用いる（「じゃ」の方が優勢）。
否定
「-ん」「-せん」「-やせん」を用いる。「-ん」には「見いでも（見なくても）」「まだ行かずか（まだ行かないのか）」「書かんどくに（書かないままに）」などの表現がある。仮定形は「書かにゃあ」「書かんだら」「書かなんだら」。過去形は「書かんだ」「書かなんだ」であるが、昭和初期以降は「書かんかった」も用いる。
受身・可能・自発
五段・サ変では共通語と同じく「-れる」を用いるが、それ以外では「-られる」ではなく「-やれる」とする。十津川村では二段活用の「-るる」「-らるる」が残存する。（例）見える／見やれる／見れる／よう見る／見らるる（いずれも共通語では「見ることができる」の意。）
使役
五段・サ変に「-す」、それ以外に「-さす」を用いる。十津川村では二段活用を残す。（例）食べさす／食べさする（食べさせる）
打消推量・意志
「-まい」をよく用い、「書こうまい」「泣かまい」「せまい・来やしまい」の3通りの接続がある。
アスペクト
奥吉野方言では進行と結果の相の区別、すなわち進行形と完了形の区別がある。進行は「-おる」の変形（降りよる、降りょる、降りょおる、降っりょる、降ろる）で、結果は「-ておる」の変形（降っとる）で表す。例えば「雪降りよる」は雪がちらちらと降っている状態を表し、「雪降っとる」は雪が降り積もっている状態を表す。
待遇
待遇表現には、奈良弁では助動詞や補助動詞を使うのに対し、奥吉野では文末助詞による待遇のみである。待遇表現は用法に微妙な地域差があり、同形であっても地域によって意味が異なることがある。以下、敬いの気持ちを込めて用いるものを敬、親しみを込めて用いるものを親、見下げの気持ちを込めて用いるものを卑とする。卑は男性が主に用いる。
助詞待遇：全県で広く多用される文末助詞として「なあ」と「のお」があるが、奥吉野では「のお」を敬、「なあ」を卑とし、奈良弁とは逆転する。奥吉野の中でも、十津川村では敬・親に「のおら」を用いるが、下北山村では「のおら」は卑であり、敬には「のおえ」を用いる。下北山村では親に「ねや」を用いるが、旧大塔村・天川村では「にや」となり、天川村でも洞川では「にょお」となる。
助動詞待遇 - 天川村洞川には「行かんしよ（いらっしゃい）」という表現がある。
助詞
「を」の省略は起こりにくく、また「は」は「杖は→杖あ」「バスは来たか→バスや来たか」のように「あ」や「や」に変化する傾向がある。
接続助詞では、逆接で「けど」があるが、「けんど」を使うことが多い。原因・理由を表す順接は、「よって」系、「さかい」系、「ので／んで／で」「し」など多数錯綜しているが、十津川村・下北山村では「さかい」系はなく「よって」系を使う。
疑問・反語の終助詞には「か」「こ（お）」があり、地域によって待遇的な使い分けがある。旧大塔村・天川村では「こ（お）」を敬、「か」を卑とするが、上北山村・下北山村では「こ（お）」を待遇を伴わずに用いる。下北山村では敬に「え」、卑に「か」を使い、上北山村では敬には「かえ」とも言う。
「しか」や「だけ」に当たる副助詞には「しか／だけしか／だけよか」がある。
相手を誘う表現に、「行こおら」「行こおらい」のように紀州弁と共通する「ら」や「らい」を盛んに用いる。

## 例文
- 雨（が）降っているから、傘（を）差して行きなさいよ。[30]
  - あめや ふっとるよって、かさあ さあて いけさ。（下北山村）
  - あめ ふりょるよって、かさ さして いけよお。（十津川村）
  - あめや ふりょおるよって、かさ さいせ いかんしよお。（天川村洞川）
- そうだ、そうだ、そのほうがよいだろうな。[30]
  - じゃあえ、じゃあえ、そのほおが いいじゃろおのお。（下北山村）
  - そおじゃ、そおじゃ、そのほおが いいじゃろおのおら。（十津川村）
  - そおれえ、そおれえ、そのほおが ええれにゃあ。（天川村洞川）
- 焼鳥（を）食って酒（を）飲んで半日遊んでしまったそうだ。[31]
  - やきどり くうて さけえ のおで はんぐ あそんでしもたちゅわれ。（下北山村）
  - やきとりゅう くうて さきょお のおで はんぐ あそおでしもおたちゅげえ。（十津川村）
  - やきどり くうて さけ のんで はんぐ あすんでしもたげな。（天川村洞川）